# 岡本山
岡本山（おかもとやま）は、徳島県海部郡海陽町にある山である。標高289m。

## 地理
海部川とその支流である相川の分岐点に位置する。山内にはアマチュアの天文愛好家によって建てられた徳島海南天文台がある。
頂上はパラグライダーのテイクオフ場として使用されており、眼下には海部川が曲線を描きながら流れている。